# Лупа (приток Мереи)
Лупа — река в Краснинском районе Смоленской области России. Правый приток Мереи. Длина 40 км, площадь бассейна 185 км².
Исток восточнее деревни Суймище неподалёку от границы с Беларусью. Направление течения: северо-запад. Устье у деревни Самоны. Правый приток: Комаровка (Ректа); левый: Еленка.